# 20 złotych 1975 Międzynarodowy rok kobiet
20 złotych 1975 Międzynarodowy rok kobiet – okolicznościowa moneta dwudziestozłotowa, wprowadzona do obiegu 27 sierpnia 1975 r. zarządzeniem z 6 sierpnia 1975 r. (M.P. z 1975 r. nr 26, poz. 165), wycofana z dniem denominacji z 1 stycznia 1995 r., rozporządzeniem prezesa Narodowego Banku Polskiego z dnia 18 listopada 1994 r. (M.P. z 1994 r. nr 61, poz. 541).
Monetę wybito z okazji międzynarodowego roku kobiet (1975).

## Awers
W na tej stronie monety umieszczono godło – orła bez korony, po bokach rok 19 75, pod łapą znak mennicy w Warszawie, poniżej napis „ZŁ 20 ZŁ”, dookoła napis „POLSKA RZECZPOSPOLITA LUDOWA”.

## Rewers
Na tej stronie monety znajduje się lewy profil kobiety z rozpuszczonymi włosami, na jej głowie symbol graficzny, dookoła napis „MIĘDZYNARODOWY ROK KOBIET”.

## Nakład
Monetę bito w Mennicy Państwowej, w miedzioniklu, na krążku o średnicy 29 mm, masie 10,15 grama, z rantem ząbkowanym, w nakładzie 2 000 000 sztuk, według projektu Anny Jarnuszkiewicz.

## Opis
Moneta jest jedną z siedmiu dwudziestozłotówek okolicznościowych bitych w latach 1974–1980.
Jej średnica, masa, metal oraz rant są identyczne z jakimi w latach 1973–1983 bito dwudziestozłotówki powszechnego obiegu.
W latach siedemdziesiątych dwudziestego wieku monetę można było czasami spotkać w obrocie pieniężnym.
W pierwszej połowie XXI w. moneta nazywana jest czasami przez kolekcjonerów w skróconej formie „20 złotych Rok Kobiet”.

## Wersje próbne
Istnieje wersja tej monety należąca do serii próbnej w niklu z wypukłym napisem „PRÓBA”, wybita w nakładzie 500 sztuk oraz wersja próbna technologiczna, z wypukłym napisem „PRÓBA”, w miedzioniklu, w nakładzie 20 sztuk.
W serii monet próbnych niklowych i jako próbę technologiczną wybito konkurencyjny projekt dwudziestozłotówki przygotowany dla upamiętnienia międzynarodowego roku kobiet.